# Spilomorphus
Spilomorphus là một chi bọ cánh cứng trong họ 
Elateridae.
Chi này được miêu tả khoa học năm 1894 bởi Champion.

## Các loài
Chi này có các loài:
- Spilomorphus rubricollis Champion, 1894